# Puntius sarana
Puntius sarana és una espècie de peix cipriniforme de la família dels ciprínids que es troba a l'Afganistan, el Pakistan, l'Índia, el Nepal, Bangladesh, Bhutan, Sri Lanka, Myanmar i Tailàndia.
Els mascles poden assolir els 42 cm de longitud total.